# Diarios de un intercambio
Diarios de un intercambio (en portugués: Diários de Intercâmbio) es una película de comedia dramática brasileña de 2021 dirigida por Bruno Garotti y escrita por Sylvio Gonçalves y Bruno Garotti, la película cuenta con un reparto coral que incluye a Larissa Manoela, Thati Lopes, Bruno Montaleone, Maiara Walsh, Emanuelle Araújo, Marcos Oliveira, Tania Khalill, Flávia Garrafa, Tim Eliot, Kathy-Ann Hart, Ray Faiola, Valeria Silva, Davis James. Fue estrenada el 18 de agosto de 2021 por Netflix.

## Sinopsis
Bárbara y Taila son amigas que deciden hacer un programa de intercambio en Estados Unidos, sin imaginar los desafíos y el choque cultural que están por enfrentar. Acostumbrada a las ventajas de la casa de su madre, Bárbara tiene una nueva experiencia haciendo quehaceres domésticos para su severa anfitriona. Taila, mujer de protesta y espíritu libre, se queda con una pareja patriota y conservadora. A pesar de las dificultades, los dos amigos encontrarán el amor, la amistad y vivirán momentos inolvidables.

## Doblaje
| Personaje  | Actor original (Brasil) | Actor de doblaje español (España) | Actor de doblaje latino (México) |
| ---------- | ----------------------- | --------------------------------- | -------------------------------- |
| Bárbara    | Larissa Manoela         |                                   |                                  |
| Taila      | Thati Lopes             |                                   |                                  |
| Lucas      | Bruno Montaleone        |                                   |                                  |
| Kat        | Maiara Walsh            |                                   |                                  |
| Zoraia     | Emanuelle Araújo        |                                   |                                  |
| Seu Hélio  | Marcos Oliveira         |                                   |                                  |
|            | Tania Khalill           |                                   |                                  |
| Regina     | Flávia Garrafa          |                                   |                                  |
| Mr. Fields | Tim Eliot               |                                   |                                  |
| Sheryll    | Kathy-Ann Hart          |                                   |                                  |
| Jeff       | Ray Faiola              |                                   |                                  |
| Henza      | Valeria Silva           |                                   |                                  |
|            | Davis James             |                                   |                                  |

## Producción
El 16 de enero de 2020 comenzó el rodaje de la película. Las primeras escenas se rodaron en el Aeropuerto Internacional de Galeão, en Río de Janeiro, y en varias localizaciones de la ciudad de Niterói, como las playas de Icaraí y Charitas y Parque da Cidade. Esta semana, el equipo y el elenco se dirigen a Nueva York para rodar escenas en territorio estadounidense.
El 21 de enero de 2020, Paris Filmes lanzó las primeras imágenes de la película en sus redes sociales.